# Humberto de Arêa Leão
Humberto de Arêa Leão (Piauí, 30 de maio de 1890 — ?) foi um político brasileiro.
Foi governador do Piauí, de 4 de outubro de 1930 a 29 de janeiro de 1931.